# Teatro galorromano de Epiais-Rhus
El teatro galorromano de Epiais-Rhus es un edificio de espectáculos galorromano de tipo teatro-anfiteatro mixto situado en Épiais-Rhus, comuna del departamento del Valle del Oise en la región de Île-de-France.
Fue catalogado como monumento histórico en 1983.

## Localización
Existe un asentamiento urbano fundado antes de la conquista de la Galia por Julio César al este de la comuna de Epiais-Rhus y al oeste de Vallangoujard. Esta aglomeración incluye, entre los edificios identificados, varios templos, termas y una estructura similar a un foro. El teatro está situado precisamente a caballo de las dos comunas, en el borde de la ladera occidental del valle de Cresnes. Ocupa el extremo oriental de la antigua aglomeración secundaria.

## Historia de las excavaciones
La presencia de un antiguo teatro, supuesta a principios de los años 1970, se confirmó en 1977. Las excavaciones se realizaron entre 1977 y 1980. Fue entonces cuando el consejo departamental de Vale del Oise adquirió parte del emplazamiento para garantizar su conservación. El teatro fue inspeccionado y consolidado entre 1986 y 1990. En 1993, los restos, todavía al aire libre, estaban muy degradados y se decidió volver a enterrarlos para preservarlos.
El teatro fue declarado monumento histórico el 25 de marzo de 1983, junto con otros restos situados en las comunass de Epiais-Rhus y Vallangoujard, pero pertenecientes al mismo yacimiento arqueológico.

## Descripción
Los restos conocidos de este teatro son muy fragmentarios y no permiten proponer una reconstrucción global del monumento.
Un muro curvo al norte, con una entrada, termina en sus extremos occidental y oriental en mampostería de forma cuadrada, tal vez destinada a servir de contrafuertes, ya que esta parte del teatro se construyó paralela a las curvas de nivel. Al sur, otro muro, aparentemente hecho de segmentos rectos ensamblados, también tiene un dispositivo de franqueamineto en uno de sus extremos.
Una docena de hileras de escalones, hacia la parte superior de la cavea, se descubrieron parcialmente, hechos de grandes bloques y parecen atestiguar dos fases de construcción diferentes. Una veintena de estos bloques llevan inscripciones, tal vez los nombres de las personas a las que se asignaron los asientos.
Los sondeos efectuados al sur del monumento no revelaron ninguna otra estructura que pudiera considerarse un dispositivo escénico, ya sea porque los pozos no se hicieron en el lugar correcto o porque el dispositivo escénico era somero.
Los dos muros curvos pueden pertenecer a dos estados diferentes del teatro, y el conjunto se sitúa en un rango de fechas entre la primera mitad del siglo I (construcción del primer estado) y el final del siglo II o principios del III (abandono del monumento).